# François de Broglie

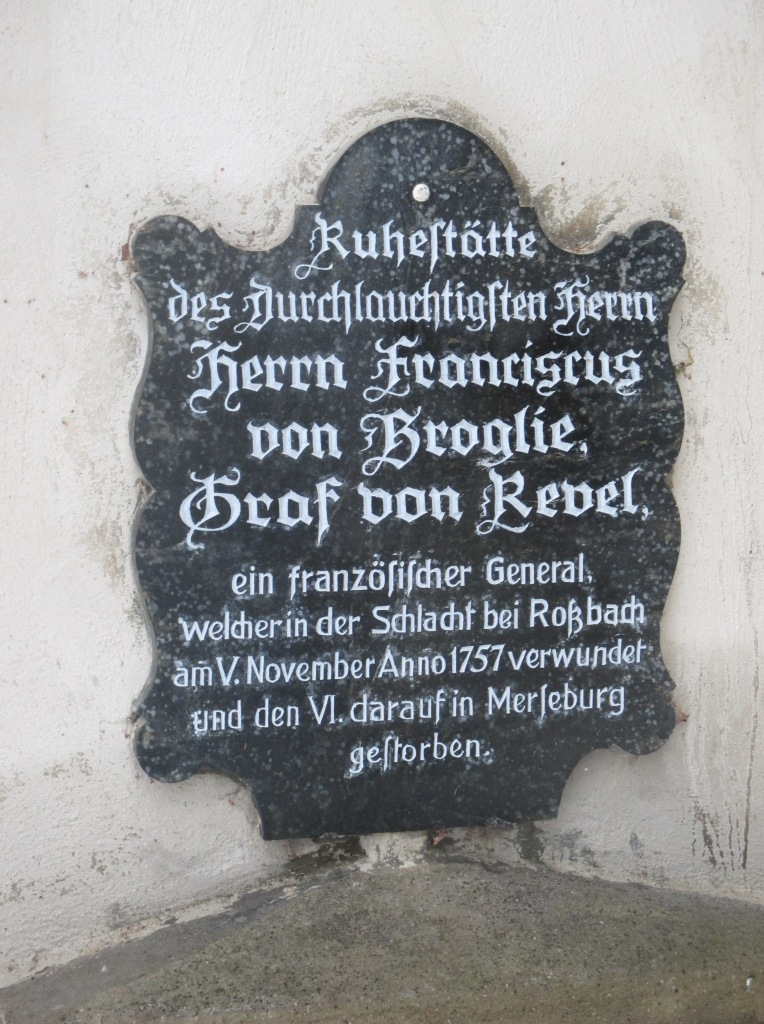
Grabdenkmal auf dem Friedhof in Merseburg

François de Buys Broglie (* 27. September 1720; † 6. November 1757 in Merseburg) war Graf von Revel, königlich französischer Brigadier der Infanterie und Oberst des Regiments Poitou.

## Leben
François de Broglie war der dritte Sohn des Marschalls von Frankreich François-Marie de Broglie (1671–1745) und dessen Ehefrau Thérèse Gillette de Grandville (* 11. März 1692; † 4. Mai 1763) (Therese Aegidia von St. Malo). Der General Victor-François de Broglie war sein Bruder.
Er ging schon jung in den französischen Militärdienst und bereits vor 1745 war er Oberst des Regiments Poitou.
Er kämpfte in Bayern und Böhmen (1741–1743) und am 16. Januar 1746 in der Schlacht bei Piacenza und wurde verwundet. Danach war er Brigadier der Infanterie und wurde auf Reisen nach England geschickt. Im Siebenjährigen Krieg kam er zur Armee des Prinzen Soubise. Dort kommandierte er das Regiment Poitou.
Während der Schlacht bei Roßbach geriet er schwer verletzt in preußische Gefangenschaft und wurde nach Merseburg gebracht. Er starb am Tag darauf an seinen Verletzungen und wurde auf dem Stadtfriedhof St. Maximi in Merseburg beigesetzt. Im Jahre 1966 wurden seine sterbliche Überreste nach Paris überführt.

## Familie
Im Jahr 1752 heiratete er Anastasia Johann Therese de Savalette (* 15. September 1732; † 18. November 1758), die Tochter des königlichen Schatzmeisters Charles Savalette (1683–1756).